# Julien Vermeulen
Julien Vermeulen (1953) was een Belgisch universitair docent, onderzoeker in de Nederlandstalige koloniale literatuur. 

## Levensloop
Julien Vermeulen volbracht universitaire studies:
- Germaanse filologie aan de Katholieke Universiteit Leuven;
- afrikanistiek aan de Rijksuniversiteit Gent, waar hij ook doctoreerde;
- American Studies aan de universiteit van Massachusetts.

Hij werd docent in het hoger onderwijs. Hij was verbonden van 1980 tot 2015 aan de Katholieke Hogeschool van Zuid West-Vlaanderen VIVES en aan de Université de Lille. Hij doceerde ook aan de universiteiten van Kigali en Kinshasa.
Hij betoonde zijn belangstelling voor Nederlandstalige literatuur en in het bijzonder voor de (post)koloniale literatuur in het bijzonder, in zijn essayistisch werk. Hij publiceerde een omvangrijk essay over de Centraal-Afrikaanse woordkunst en de Nederlandse Afrika-literatuur. 
Hij schreef artikels en monografieën, in de eerste plaats over Guido Gezelle, en verder over Jac. Bergeyck, Leo Bittremieux, Paul Brondeel, Piet Thomas, André Claeys en Lia Timmermans.

## Publicaties
- De Centraal-Afrikaanse woordkunst en de Nederlandse Afrika-literatuur, Africana Gandensia, 1988.
- Paul Brondeel, in: Vereniging van West-Vlaamse schrijvers, 1993.
- Jac. Bergeyck, Janssen, 1996.
- Lia Timmermans, in: Vereniging van West-Vlaamse schrijvers, 2000.
- Laat mij maar doen : Vlaams proza tussen tekstgenese en discursieve identiteit, Garant, 2007.
- Van afscheid tot afscheid, De Schacht, 2010.

### Over Guido Gezelle
- Guido Gezelle: dichte buur en goede vriend, Kortrijk, 1999.
- Guido Gezelle, een vakman in de Kortrijkse binnenstad, Loppem, Guido Gezellekring, 2015.
- Guido Gezelle in context: taal, macht en identiteit, Loppem, Guido Gezellekring, 2021.